# Haemogregarina yakimovikohli
Haemogregarina yakimovikohli is een soort in de taxonomische indeling van de Myzozoa, een stam van microscopische parasitaire dieren. Het organisme komt uit het geslacht Haemogregarina en behoort tot de familie Haemogregarinidae. Haemogregarina yakimovikohli werd in 1985 ontdekt door Levine.